# Fishervergelijking
De Fishervergelijking of verkeersvergelijking van Fisher is een in de monetaire economie veel gebruikte vergelijking, die voor een bepaalde periode het verband in een economie tussen de geldhoeveelheid en het handelsvolume uitdrukt. De vergelijking is naar de econoom Irving Fisher genoemd, die haar in 1911 introduceerde. 
De Fishervergelijking luidt:
{\displaystyle M\cdot V=P\cdot T}
waarin:
- M (money) = de totale hoeveelheid geld: het chartale en het girale geld, die in die economie in omloop is,
- V (velocity) = de omloopsnelheid van het geld (hoe vaak gaat iedere eenheid geld van hand tot hand),
- P (price) = het gemiddelde prijsniveau van alle goederen en diensten
- T (trade volume oftewel transactions) = het handelsvolume, dat is het aantal goederen dat van hand tot hand gaat, het aantal handelstransacties.

Dit alles wordt gemeten binnen een vastgesteld tijdsbestek, bijvoorbeeld één jaar.
M·V geeft in een economie derhalve de geldomzet weer en P·T de goederenomzet waar de geldstroom aan wordt besteed. Hoewel transacties op de geld- en kapitaalmarkt niet in de formule zijn vervat, kan deze formule toch dienen voor het verklaren van macro-economische gebeurtenissen en hun gevolgen.
Fishers formule drukt enkel een wiskundig verband uit, dat onomstreden is. Er worden door de verschillende scholen in de economische wetenschap verschillende causale verbanden in gelezen.

## Oorspronkelijke betekenis
Fisher ging bij zijn formule uit van twee veronderstellingen. De omloopsnelheid V werd (zeker op korte termijn) constant verondersteld, omdat die werd bepaald door de betalingsgewoonten van het publiek. De omvang van de transacties T werd eveneens constant verondersteld. Fisher volgde daarbij de wet van Say, de toen gangbare klassieke visie dat de economie zich steeds in een situatie van volledige benutting van de productiecapaciteit bevond. Een conjuncturele situatie van onderbesteding, dat wil zeggen het niet volledig gebruiken van de productiecapaciteit, was in de klassieke visie slechts een tijdelijke verstoring van het evenwicht. Hetzelfde gold voor een situatie van overbesteding. De economie zou door de marktwerking, een automatische aanpassing van vraag en aanbod, komen tot de evenwichtige situatie van volledige benutting van de productiecapaciteit. In dit evenwicht was de omvang van T maximaal. Een verandering van P, ofwel een verandering in de koopkracht, de reële waarde van het geld, wordt door de invoering van deze veronderstellingen dan ook uitsluitend bepaald door een verandering van de geldhoeveelheid M. Op deze manier staat deze theorie ook wel bekend als de naïeve kwantiteitstheorie. Zolang T niet kan groeien, omdat daarvoor eerst de productiecapaciteit moet toenemen, leidt elke geldschepping, dat wil zeggen een vergroting van M, tot bestedingsinflatie en kan niet leiden tot een toename van de reële productie. Geldschepping dient uitsluitend in de pas te blijven lopen met de groei van de productiecapaciteit, dat wil zeggen met de (reële) economische groei op lange termijn en kan zelf geen oorzaak zijn van toename van de reële productie.
Deze stelling is in de jaren 1960 weer door Milton Friedman en de monetaristen opgepakt, die op die basis de monetaristische geldgroeiregel ontwikkelden: de groei van de geldhoeveelheid moet overeenkomen met de reële groei van het nationale inkomen (het aantal transacties). Dit wil zeggen: als T stijgt, zal M mee moeten stijgen, niet andersom. Veranderingen in de omvang van M mogen volgens de monetaristen niet worden gebruikt om veranderingen in de omvang van T te bewerkstelligen.

## Variant: de geldvraagfunctie van Cambridge
De econoom Alfred Marshall legde een verband tussen de omvang van de geldhoeveelheid M en de vraag die het publiek uitoefende naar kasgeld voor het doen van transacties. Zijn geldvraagfunctie luidde:
{\displaystyle M=k\cdot P\cdot Y}
waarbij de waarde van k tussen nul en 1 ligt (0<k<1) en waarin:
- k = gemiddelde periode waarin het geld zich in de (actieve) kassen van het publiek bevindt, voor het doen van transacties,
- Y (yield) = de omvang van het nationaal product.

De variabele k is de inverse van de omloopsnelheid V. Stel k=3/12 jaar (= 3 maanden), dan zal V = 12/3 = 4 zijn, de omloopsnelheid van het geld is 4 (maal per jaar). Voor Y kan ook T worden geschreven; een toename van de transacties is bij benadering gelijk aan de toename van de productie van goederen en diensten, het nationaal product. Men krijgt dan na herschrijving:
{\displaystyle M={\frac {1}{V}}\cdot P\cdot T}
Deze vergelijking is dezelfde als M·V=P·T, maar bij Marshall lag de nadruk echter op de factoren die de omvang van de geldhoeveelheid bepaalden. Hij legde door de vergelijking expliciet in M te stellen de nadruk op de vraag naar kasgeld door het publiek, Fisher beschreef slechts een identiteit, een noodzakelijke gelijkheid.

## Keynesiaanse benadering
In tegenstelling tot zijn voorgangers kon volgens de econoom John Maynard Keynes de economie ook in evenwicht zijn bij een conjuncturele situatie van onderbesteding of van overbesteding en was er geen automatische tendens naar benutting van de volledige productiecapaciteit. Hij maakte dan ook onderscheid tussen inkomensevenwicht en bestedingsevenwicht. Voor de verkeersvergelijking betekende dit dat T niet altijd maximaal hoefde te zijn.
Keynes verschilde ook met betrekking tot de factoren die de vraag naar geld door het publiek bepaalden met zijn voorgangers. Volgens de klassieke opvatting was de enige factor die de omvang van de kassen van het publiek bepaalde het doen van transacties. Volgens Keynes bestond er behalve dit 'transactiemotief' ook een 'voorzorgsmotief' en een 'speculatiemotief'. Dit laatste motief wordt ook wel beleggingsmotief genoemd. Het publiek speculeerde er bijvoorbeeld op dat de rentestand en de daarmee samenhangende koers van (bestaande) obligaties zich zouden ontwikkelen en hield dus een kasvoorraad aan. Bij een rentedaling zal de koers van bestaande obligaties juist hoger worden. Bij een zeer hoge koers (dus bij een zeer lage rente) kan men beter wachten met beleggen in obligaties, omdat de kans dat de koers van die obligaties gaat dalen groter zal zijn dan een koersstijging. De speculatiekas groeit dan ook bij rentedalingen. Dit overhevelen van geld van actieve naar inactieve kassen wordt oppotten genoemd. Het inactieve kasgeld kent geen omloopsnelheid. Dit betekent voor de verkeersvergelijking dat de omloopsnelheid V niet alleen afhangt van de betalingsgewoonten door het publiek (die ook volgens Keynes redelijk constant waren), maar ook van de omvang van de inactieve kassen en daarmee van de hoogte van de rentestand. Hoe lager de rentestand, hoe groter de hoeveelheid inactief kasgeld, hoe lager de omloopsnelheid. Ook heeft het toenemen van deze inactieve kasvoorraad een negatief effect op de omvang van de bestedingen T. Voor de verkeersvergelijking betekent dit dat T bij een daling van de rentestand zal afnemen door een toenemende oppotting.
Volgens de theorie van Keynes hoeft een toename van de geldhoeveelheid M niet automatisch te leiden tot prijsinflatie, een stijging van P. In een situatie van onderbesteding kan het aantal transacties T probleemloos toenemen. Pas als de economie zich op of boven het niveau van de productiecapaciteit bevindt en T niet meer verder kan stijgen, kan een toename van M leiden tot een toename van P.
Een toename van de geldhoeveelheid M betekent dat het geldaanbod toeneemt. Dit zal c.p. leiden tot een daling van de rentestand. Volgens Keynes zal, naarmate die rentestand verder daalt, een steeds groter deel van het geld worden opgepot, de omloopsnelheid V neemt af. Het effect van de geldschepping op het aantal transacties T (en daarmee de bestedingen) zal door de oppotting dan ook worden afgeremd.
Een verandering van M (toename van M door geldschepping, afname van M door geldvernietiging) kan door de verandering van V (afname van V door oppotting als gevolg van de rentedaling bij geldschepping of toename van V door ontpotting als gevolg van rentestijging bij geldvernietiging) dan ook leiden tot drie mogelijke uitkomsten voor de omvang van de geldstroom M·V. Die kan per saldo stijgen (monetaire inflatie), per saldo dalen (monetaire deflatie) of per saldo gelijk blijven (monetair evenwicht). Monetaire inflatie zal in een situatie van onderbesteding leiden tot een toename van de bestedingen en daarmee een stijging van T en zal dus niet leiden tot bestedingsinflatie. Dit zal wel gebeuren in een situatie van overbesteding omdat T dan maximaal is en niet meer kan groeien. Dit speelde echter niet in de jaren 1930, toen Keynes zijn theorie ontvouwde. Tijdens de crisis van de jaren 30 lag het niveau van de bestedingen T immers ver onder de productiecapaciteit.

## Websites
- (en)  I Fisher op de Library of Economics and Liberty. The Purchasing Power of Money, 1911.